# Eulagos
Eulagos es un subgénero de mamíferos lagomorfos de la familia Leporidae que habitan en la zona euroasiatíaca, son animales conocidos habitualmente como liebres.

## Especies
- Lepus castroviejoi, Palacios, 1976.
- Lepus comus, Allen, 1927.
- Lepus coreanus, Thomas, 1892.
- Lepus europaeus, Pallas, 1778.
- Lepus mandshuricus, Radde, 1861.
- Lepus starcki, Petter, 1963.